# Gian Gaspare Napolitano
Gian Gaspare Napolitano (né le 30 avril 1907 à Palerme et mort le 5 janvier 1966 à Rome) est un scénariste et réalisateur de cinéma italien.

## Filmographie partielle

### Comme scénariste
- 1939 : Ho perduto mio marito d'Enrico Guazzoni
- 1953 : Nous les brutes (Noi cannibali) d'Antonio Leonviola
- 1956 : Guerre et Paix de King Vidor

### Comme réalisateur
- 1953 : Magie verte (Magia verde) (+ scénario)
- 1955 : Tam-tam (Tam tam mayumbe) (+ scénario)